# Gnetum diminutum
Gnetum diminutum är en kärlväxtart som beskrevs av Markgr. Gnetum diminutum ingår i släktet Gnetum och familjen Gnetaceae. Inga underarter finns listade i Catalogue of Life.